# Novembre 1828

## Naissances
- 3 novembre : Octavius Pickard-Cambridge, prêtre et zoologiste britannique († 9 mars 1917).
- 6 novembre : Adolph Northen, peintre allemand († 28 mai 1876).
- 7 novembre : Paul Baudry, peintre français († 17 janvier 1886).
- 12 novembre : Gustave de Closmadeuc (mort en 1918), chirurgien et archéologue français.
- 14 novembre : Charles de Freycinet, homme politique et ingénieur français († 14 mai 1923).
- 15 novembre : Lucien-Louis Bonaparte, cardinal français († 19 novembre 1895).
- 28 novembre : Andreas Andresen, historien de l'art dano-allemand († 1er mai 1871).
- 29 novembre : Alexandre Ozanne, architecte français († 18 novembre 1888).

## Décès
- 8 novembre : Thomas Bewick (né en 1753), graveur et ornithologue britannique.
- 19 novembre : Franz Schubert, compositeur.
- 26 novembre : Gilbert de Riberolles, homme politique français, député du tiers état de la sénéchaussée de Riom aux États généraux (° 8 mars 1749).